# Marie Luc Arpin
Marie Luc Arpin (* 4. Juli 1978 in Saint-Hyacinthe, Québec) ist eine kanadische Wasserballspielerin.

## Leben
Bei der Junioren-Nationalmannschaft spielte sie erfolgreich von 1994 bis 1997.  Marie-Luc Arpin  führte die Junioren-Nationalmannschaft auf den fünften Platz 1995 bei den Junioren-Weltmeisterschaften in Ste-Foy. Sie war die Top-Torjäger 1996 bei den Junior Pan Ams. Sie studierte Maschinenbau an der  McGill-Universität in Montreal.

## Erfolge
Sie wurde fünfte mit der Mannschaft bei den Olympischen Sommerspielen 2000 in Sydney, Australien. Bronze gewann sie bei den Schwimmweltmeisterschaften 2001 in Fukuoka, Japan und bei den Schwimmweltmeisterschaften 2005 in Montreal, Kanada. Bei den Panamerikanischen Spielen 2003 in Santo Domingo, Dominikanische Republik, gewann sie die Silbermedaille.